# Stegte grønne tomater
Stegte grønne tomater (eng: Fried Green Tomatoes) er en amerikansk dramafilm fra 1991 instrueret og produceret af Jon Avnet efter Fannie Flaggs roman Fried Green Tomatoes at the Whistle Stop Cafe. Filmen har Kathy Bates, Mary Stuart Masterson, Mary-Louise Parker og Jessica Tandy i hovedrollerne. Både Tandy og Bates var nomineret til BAFTA Awards for deres præstationer, desuden var Tandy også nomineret til en Oscar for bedste kvindelige birolle.

## Medvirkende
- Kathy Bates som Evelyn Couch
- Mary Stuart Masterson som Idgie Threadgoode
- Mary-Louise Parker som Ruth Jamison
- Jessica Tandy som Ninny Threadgoode
- Cicely Tyson som Sipsey
- Chris O'Donnell som Buddy Threadgoode
- Stan Shaw som Big George
- Gailard Sartain som Ed Couch
- Timothy Scott som Smokey Lonesome
- Gary Basaraba som Grady Kilgore
- Lois Smith som Mama Threadgoode
- Danny Nelson as Papa Threadgoode
- Jo Harvey Allen som Women's Awareness Teacher
- Macon McCalman som Prosecutor
- Richard Riehle som Reverend Scroggins
- Raynor Scheine som Curtis Smoot
- Grace Zabriskie som Eva Bates
- Reid Binion som Young Julian
- Nick Searcy som Frank Bennett
- Drew Wilkins som Young Cleo